# 梁厚甫
梁厚甫（1908年—1999年），原名梁寬，廣東佛山梁園家族成員，香港報業人士、作家、評論家、書法愛好者，文章亦常發表於東南亞報刊，1950年代末成為旅美記者。

## 生平
梁寬生於晚清佛山的官宦世家，家族建有梁園。其父梁冠澄官至知縣，是維新派的支持者。
1933年畢業於廣州嶺南大學英文系，後進入醫學院就讀，但中途往上海工作，期間曾在東吳大學修讀法律。
1937年淞滬會戰爆發時，與當時新婚的美國籍妻子南下香港，先後於任職於《大公報》、《工商日報》（總編輯）。日佔時期曾避居澳門，任職於《大眾報》，回香港後創辦《新生晚報》。同時也發表政論及通俗文學，文章亦常發表於東南亞報刊。
梁寬與左派報界人士關係密切，1957年中國內地的反右運動開始，他不少友人（例如徐铸成）受到批鬥。受此影響，1959年他移居美國，並改筆名為梁厚甫，獲新加坡《南洋商报》聘為駐美特派員，常發表國際時事評論，在各地華人圈子具影響力。

## 著作
- 《三十年的旅美记者生涯》[1]
- 《科学书法论》[1]
- 《梁厚甫临米芾离骚经》[1]
- 《梁厚甫通訊評論選》[3]
- 《旅美隨筆》
- 《海客隨筆》
- 《僑寓零縑》